# Radosław Świć
Radosław Świć (ur. 29 maja 1976) – polski lekkoatleta specjalizujący się w biegach średniodystansowych.

## Sukcesy sportowe
| Rok  | Miasto      | Zawody                      | Konkurencja                   | Wynik         |
| ---- | ----------- | --------------------------- | ----------------------------- | ------------- |
| 1995 | Nyíregyháza | Mistrzostwa Europy juniorów | bieg na 3000 m z przeszkodami | 5. miejsce    |
| 1996 | Spała       | halowe mistrzostwa Polski   | bieg na 1500 m                | złoty medal   |
| 1996 | Piła        | mistrzostwa Polski          | bieg na 1500 m                | brązowy medal |
| 1998 | Spała       | halowe mistrzostwa Polski   | bieg na 1500 m bieg na 3000 m | srebrny medal |
| 1999 | Kraków      | mistrzostwa Polski          | bieg na 1500 m                | brązowy medal |

## Rekordy życiowe
- bieg na 800 m – 1:49,37 – Białystok 1/06/1996
- bieg na 1500 m – 3:40,60 – Sopot 08/08/1998
- bieg na 1500 m (hala) – 3:44,76 – Spała 1996[6]
- bieg na 3000 m (hala) – 8:14,81 – Spała 15/02/1998
- bieg na 3000 m z przeszkodami – 8:50,49 – Białogard 18/06/1995[7]